# Night After Night (음반)
| 전문가 평가 | 전문가 평가 |
| 평가 점수   | 평가 점수   |
| 출처        | 점수        |
| ----------- | ----------- |
| Allmusic    | [ 2 ]       |

《Night After Night》는 영국의 프로그레시브 록 슈퍼그룹 U.K.에서 녹음한 라이브 음반으로, 에디 좁슨, 존 웨튼, 테리 보지오의 트리오 라인업이 수록되어 있다.
1979년 5월 말과 6월 초 일본 도쿄 나가노 선 플라자와 닛폰 세이넨칸에서 녹음된 이 음반은 영국의 세 번째 음반이자 1979년 9월, 밴드의 미국 투어 지원을 위해 발매된 첫 번째 라이브 음반으로, 에디 좁슨이 U.K. 해체 후 합류한 제쓰로 툴과 이후 유럽 투어의 헤드라인을 장식했다.
이 음반은 2016년에 리마스터드되어 박스 세트 《Ultimate Collector's Edition》의 일부로 포함되었으며, 오리지널 음반에 포함되지 않은 9곡과 실제 콘서트 순서에 포함된 확장 버전도 포함되었다.

## 배경
에디 좁슨에 따르면 이 음반은 원래 일본 전용 발매를 목표로 한 도쿄의 폴리도르의 요청에 따라 녹음되었지만, 미국의 폴리도르도 발매에 관심이 있었다고 한다. 존 웨튼은 "일본 음반사들은 현재 일본에서 라이브 음반이 너무 인기가 많아서 어떤 행위가 들어오든 일본에서 라이브 음반을 발매하는 것이 거의 강제에 가깝다고 말했다"라고 설명했다.
타이틀곡과 〈As Long You Want Me Here〉는 밴드의 스튜디오 발매에 등장하지 않았다.

## 곡 목록
모든 곡들은 특별한 언급이 없는 한 에디 좁슨과 존 웨튼에 의해 작사/작곡하였다.

### 오리지널 버전
| #  | 제목                            | 재생 시간 |
| -- | ------------------------------- | --------- |
| 1. | 〈Night After Night〉           | 5:21      |
| 2. | 〈Rendezvous 6:02〉             | 5:17      |
| 3. | 〈Nothing to Lose〉             | 5:25      |
| 4. | 〈As Long As You Want Me Here〉 | 5:00      |

| #  | 제목                      | 작사·작곡               | 재생 시간 |
| -- | ------------------------- | ----------------------- | --------- |
| 1. | 〈Alaska〉                | 좁슨                    | 4:21      |
| 2. | 〈Time to Kill〉          | 좁슨, 웨튼, 빌 브루포드 | 4:17      |
| 3. | 〈Presto Vivace〉         | 좁슨                    | 1:12      |
| 4. | 〈In the Dead of Night〉  |                         | 6:22      |
| 5. | 〈Caesar's Palace Blues〉 |                         | 4:58      |